# Metaphone
Ne doit pas être confondu avec Métaphone.
Le Metaphone est un algorithme phonétique pour indexer les mots selon leur sonorité lorsque prononcés en anglais.
Metaphone a été développé par Lawrence Philips comme une réponse aux déficiences de l'algorithme Soundex. Il est plus précis que ce dernier car il « comprend » les règles de base de la prononciation anglaise. Metaphone est disponible comme un opérateur intégré en standard dans de nombreux systèmes, incluant les dernières versions de PHP.
Le même auteur créa ultérieurement une deuxième version de son algorithme, qu'il nomma Double Metaphone. Contrairement à l'algorithme initial, applicable à l'anglais uniquement, cette version essaie de tenir compte des transcriptions en caractères latins de quelques autres langues.
L'algorithme produit des clés en sortie. Les sonorités similaires des mots partagent les mêmes clés et sont de longueurs différentes.